# Virtualizzazione

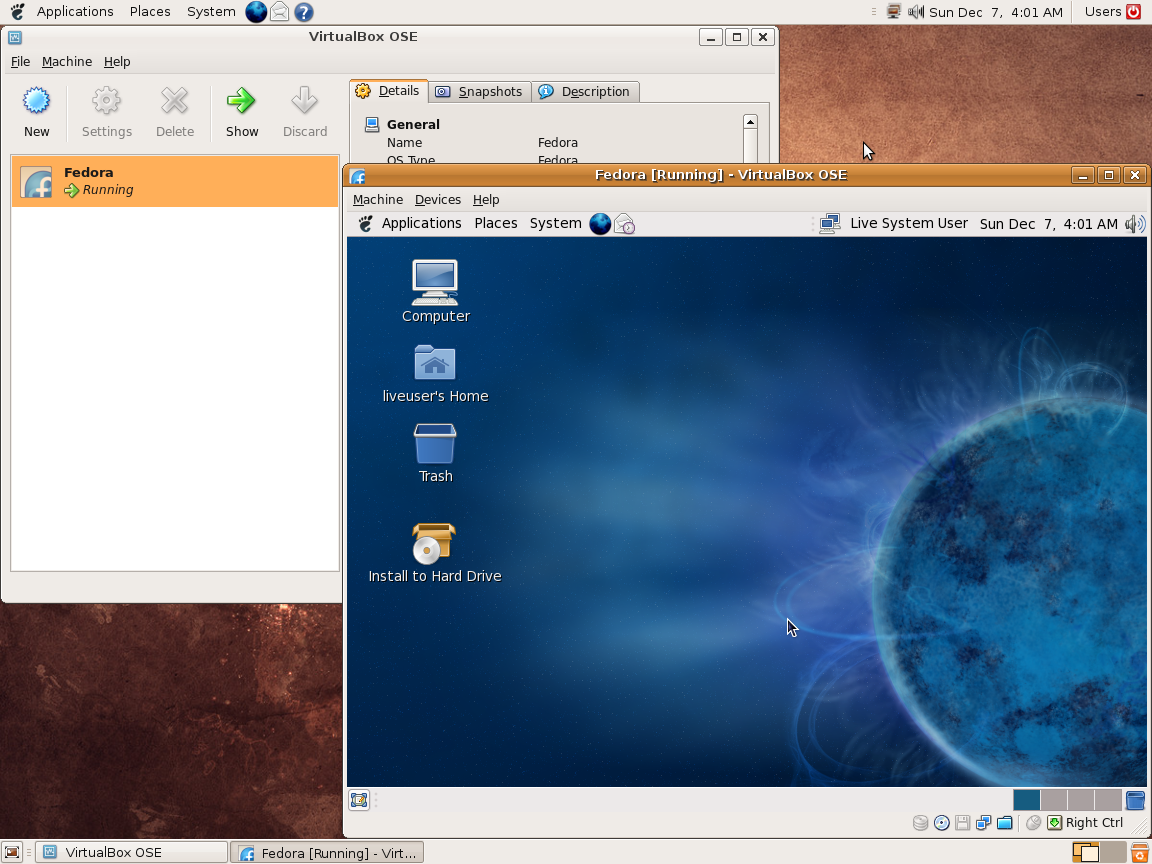
VirtualBox

In informatica il termine virtualizzazione si riferisce alla possibilità di astrarre le componenti hardware, cioè fisiche, degli elaboratori al fine di renderle disponibili al software in forma di risorsa virtuale. Tramite questo processo è quindi possibile installare sistemi operativi su hardware virtuale; l'insieme delle componenti hardware virtuali (Disco fisso, RAM, CPU, Scheda di rete) prende il nome di macchina virtuale e su di esse può essere installato il software come, appunto, i sistemi operativi e relative applicazioni. Tale tecnica è applicabile sia su sistemi desktop che su sistemi server. Ha inizio negli anni sessanta con i mainframe, come metodo per dividere logicamente le risorse di sistema fornite dal mainframe tra le diverse applicazioni.

## Descrizione

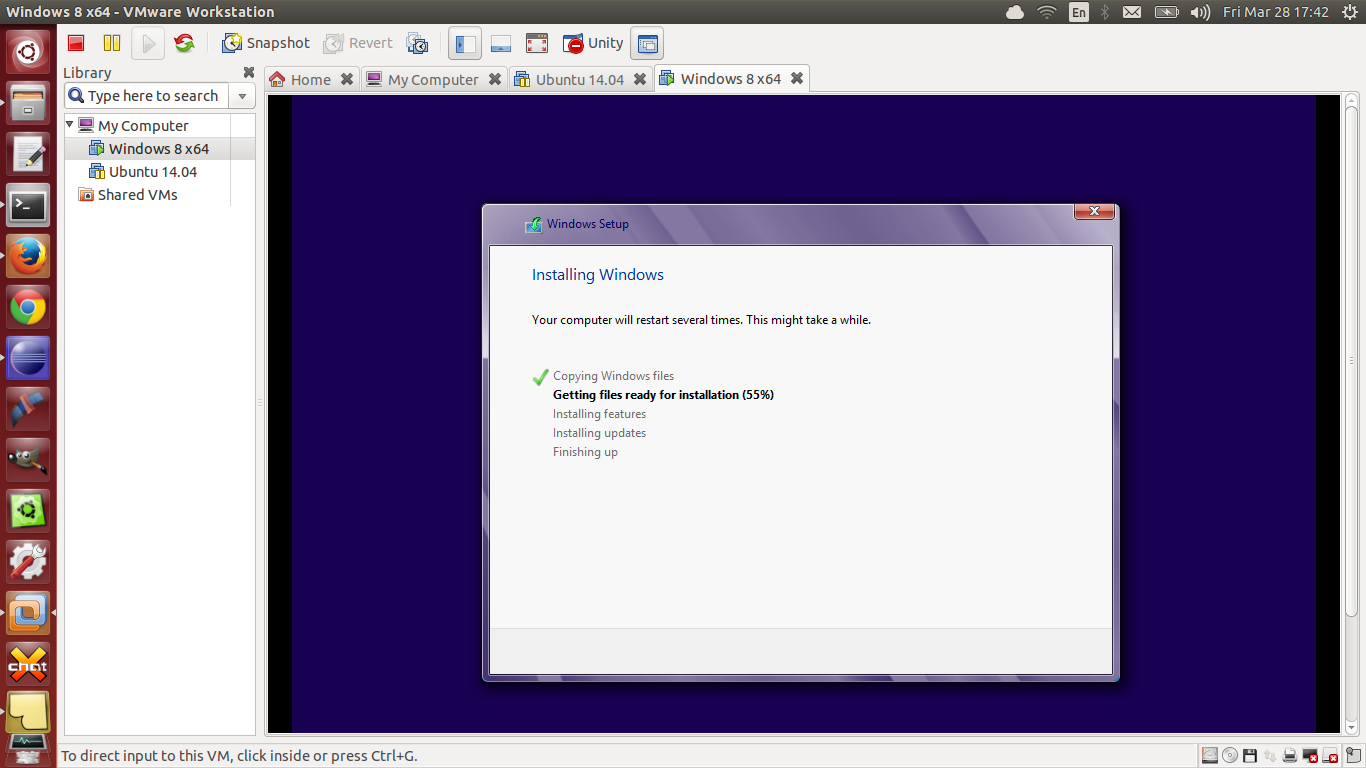
Esempio di virtualizzazione con VMware Workstation

### Vantaggi
Uno dei principali vantaggi della virtualizzazione è la razionalizzazione e l'ottimizzazione delle risorse hardware grazie ai meccanismi di distribuzione delle risorse disponibili di una piattaforma fisica. Si ottiene che più macchine virtuali possono girare contemporaneamente su un sistema fisico condividendo le risorse della piattaforma. Le eventuali contese di risorse vengono gestite dai software di virtualizzazione che si occupano della gestione dell'ambiente (es: PowerVM, VirtualBox, VMware vSphere, Citrix XenServer).

### Virtualizzazione dei sistemi server
A livello aziendale lato server, le tecnologie di virtualizzazione vengono utilizzate per disporre di un certo numero di sistemi operativi su un numero minore di piattaforme hardware attraverso virtual private server, spesso anche in modalità/configurazione cluster di ridondanza (fail-over) o di load balancing.

### Virtualizzazione dei dati
La virtualizzazione dei dati è un approccio per unificare i dati da più origini in un singolo livello in modo che le applicazioni, gli strumenti di reporting e gli utenti finali possano accedere ai dati senza richiedere dettagli sull'origine originale, la posizione e le strutture di dati.

## Virtual storage appliance
Un virtual storage appliance (VSA) è un controller, eseguito da una macchina virtuale, che ha la funzione di creare uno spazio di archiviazione condiviso in rete.
Praticamente, è un'applicazione specifica per macchine virtuali che consente di consolidare dispositivi di memoria direttamente connessi agli host fisici, simulando un sistema di storage integrato e condiviso.